# John Hjelme-Lundberg
John Engelbrekt Hjelme Hjelme-Lundberg, född 26 maj 1902 i Helsingborg, död 9 augusti 1970 i Præstevangs socken, Hillerøds kommun i Danmark, var en svensk affärsman.
John Hjelme-Lundberg var son till direktören Carl Henric Lundberg. Han var 1913-1918 elev vid Katedralskolan, Lund och bedrev därefter 1919 handels- och språkstudier i London. John Hjelme-Lundberg inträdde därefter i faderns företag Svensk-engelska konfektionsfabriken Hjelm i Örkelljunga men valde 1927 att lämna företaget för att i stället själv grunda konfekrionsföretaget Junex i Jönköping. Han var 1927-1960 företagets vd och därefter 1960-1970 bolagsstyrelsens ordförande. John Hjelme-Lundberg var även chef för AB Konfektions-Kompaniet i Skånes-Fagerhult från 1937, tjeckoslovakisk konsul i Jönköping 1937-1949 och ledamot av lokalstyrelsen för Svenska handelsbankens avdelningskontor i Jönköping 1939-1962. Från 1950 var han ledamot av Vetenskapssocieteten i Lund.